# کانورس
کانورس شرکت قدیمی و نامدار تولید کفش در آمریکاست. تاریخ ایجاد این شرکت به اوایل قرن بیستم و سال ۱۹۰۸ برمی‌گردد و اکنون نیز از زیرمجموعه‌های شرکت نایکی است.

## تاریخچه برند کانورس
شرکت کانورس در سال 1908 تاسیس شد و در ابتدا فقط کفش‌های کار زمستانی تولید می‌کرد. پس از مدتی رویه‌ی کاری خود را کمی تغییر داد و در سال 1910 کتونی‌های non-skids که به زیره‌ی لاستیکی ضد لغزششان معروف بودند، وارد بازار شدند. در زمانی که ورزش بسکتبال در بین عموم مردم محبوب بود، شرکت کانورس تولید کتونی‌های مخصوص بسکتبال را آغاز کرد. طراحان این شرکت پس از تحقیق همه جانبه، اولین مدل کفش بسکتبال All Star را وارد بازار کردند. در ابتدا این مدل کفش رویه‌ی برزنتی و یا گاها چرمی داشت. زیره‌ی این کفش از جنس لاستیک بود و قد آن تا مچ پا می‌رسید. زیبایی و خاص بودن کفش آل استار باعث شد تا شهرت و محبوبیت زیادی بین بازیکنان ورزش بسکتبال پیدا کند. به طوری که یکی از بازیکنان بسکتبال به نام چارلز چاک تیلور به تیم فروش این شرکت پیوست. او نقش مهم و اساسی در بهبود و ارتقای کیفیت کفش‌های آل استار ایفا کرد. همچنین او به دلیل شهرتی که داشت، موجب تبلیغات و افزایش فروش محصولات شرکت کانورس شد. به علت تلاش‌های فراوان چاک تیلور، مدل‌هایی از کتونی آل استار به نام Converse All Stars Chuck Taylor  معروف شدند. در دهه‌ی 1930 میلادی به لطف تیلور کتانی‌ آل استار سفید با طرح‌های سفید و آبی برای حضور در المپیک 1936 وارد بازار شدند.

## انواع مدل‌های کفش آل استار
- کتونی آل استار ساق بلند
- کتونی آل استار بدون ساق
- کتونی آل استار ساده
- کتونی آل استار طرح دار
- کتونی آل استار لژدار با لژ کوتاه
- کتونی آل استار لژدار با لژ بلندتر

## پیوند
- وبگاه رسمی